# Katherine Shindle
Katherine Renee Shindle (Toledo, 31 gennaio 1977) è una modella e attrice statunitense.

## Biografia
Incoronata Miss Illinois 1997, Kate Shindle ha la possibilità di rappresentare l'Illinois in occasione del concorso di bellezza Miss America 1998, in cui viene incoronata vincitrice il 13 settembre 1997.
All'epoca dell'incoronazione, la Shindle stava frequentando la Northwestern University, anche se era cresciuta a Moorestown nel sud del New Jersey, e si era diplomata presso la Eustace Vescovo Preparatory School.
Nel 1999 ha pubblicato un singolo intitolato Christmases to Come, i cui proventi sono stati devoluti in favore della ricerca sull'AIDS, a cui è seguito un album nel 2003 Till Today.
Nel 2007, ha partecipato al musical a Broadway, Legally Blonde, basato sul film del 2001 La rivincita delle bionde con Reese Witherspoon. In seguito ha recitato anche in Wonderland: Alice's New Musical Adventure e Fun Home.

## Filmografia

### Cinema
- La donna perfetta (The Stepford Wives), regia di Frank Oz (2004)
- Seven Ten Split, regia di Erik Bryan Slavin (2004) - cortometraggio
- Truman Capote - A sangue freddo (Capote), regia di Bennett Miller (2005)
- Lucky Stiff, regia di Christopher Ashley (2014)

### Televisione
- Così gira il mondo, episodio trasmesso il 23 agosto 2004 - soap opera (2004)
- Legally Blonde: The Musical, regia di Beth McCarthy Miller, Jerry Mitchell - film TV (2007)
- White Collar, episodio 1x04 - serie TV (2009)
- Gossip Girl, episodio 4x05 - serie TV (2010)
- Law & Order - Unità vittime speciali, episodio 15x22 - serie TV (2014)
- The Good Fight, 7 episodi - serie TV (2019)
- Elementary, episodio 7x09 - serie TV (2019)

## Teatro
- Jekyll & Hyde (1997)
- Cabaret (1998)
- Legally Blonde (2007)
- Wonderland (2011)
- 8 (2011)
- Fun Home (2016)
- The Sting (2018)